# Stanisław Kluszewski
Stanisław Kluszewski (ur. 8 maja 1922 w Przasnyszu, zm. 16 czerwca 1997), inżynier, dyrektor przedsiębiorstw państwowych, działacz harcerski i regionalny.

## Życiorys
Absolwent Gimnazjum im. Św. Stanisława Kostki w Płocku. W 1936 r. wstąpił do 108 Mazowieckiej Drużyny Harcerskiej. W 1939 r. zorganizował w Przasnyszu konspiracyjną drużynę harcerzy. Wywieziony przez gestapo do obozu pracy w Finlandii, pracował przy budowie drogi wojennej z Finlandii do Norwegii. W wyzwolonej Norwegii, przebywając w obozie przejściowym Ystahade-Halden, założył Krąg Starszoharcerski im. Księcia J. Poniatowskiego. W latach 1945–1947 był zastępcą komendanta hufca ZHP w Przasnyszu. 
W 1963 r. ukończył SGPiS w Warszawie (Wydział Ekonomii i Produkcji). Był dyrektorem Stołecznego Zjednoczenia Projektowego Budownictwa Komunalnego, twórcą i dyrektorem Przedsiębiorstwa Usług Konsultingowych „WADECO”, inicjatorem powstania Biura Projektów Warszawy, pierwszym prezesem Środowiska Warszawskiego TPZP. Uhonorowany m.in. Srebrnym (1959) i Złotym (1962) Krzyżem Zasługi, Krzyżem Kawalerskim (1970), Oficerskim (1977) i Komandorskim (1985) Orderu Odrodzenia Polski oraz wieloma innymi odznaczeniami. Pochowany został na cmentarzu parafialnym św. Katarzyny przy ul. Fosa w Warszawie. 